# Collegio di Bournemouth East
Bournemouth East è un collegio elettorale inglese situato nel Dorset e rappresentato alla camera dei Comuni del parlamento del Regno Unito. Elegge un membro del parlamento con il sistema maggioritario a turno unico; l'attuale parlamentare è Tom Hayes, del Partito Laburista, che rappresenta il collegio dal 2024.

## Estensione

Bournemouth East dal 2010 al 2024

- 1974-1983: i ward del County Borough di Bournemouth di Boscombe East, Boscombe West, King's Park, Moordown North, Moordown South, Queen's Park, Southbourne e West Southbourne.
- 1983-1997: i ward del Borough di Bournemouth di Boscombe East, Boscombe West, Central, East Cliff, Littledown, Moordown, Muscliff, Queen's Park, Southbourne, Strouden Park e West Southbourne.
- 1997-2010: i ward del Borough di Bournemouth di Boscombe East, Boscombe West, Littledown, Moordown, Muscliff, Queen’s Park, Southbourne, Strouden Park e West Southbourne.
- 2010-2024: i ward del Borough di Bournemouth di Boscombe East, Boscombe West, East Cliff and Springbourne, East Southbourne and Tuckton, Littledown and Iford, Moordown, Queen’s Park, Strouden Park, Throop and Muscliff e West Southbourne.
- dal 2024: i ward del distretto di Bournemouth, Christchurch and Poole di Boscombe East and Pokesdown; Boscombe West; East Cliff and Springbourne; East Southbourne and Tuckton; Littledown and Ilford; Moordown; Muscliff and Strouden Park; Queen's Park e West Southbourne.[1]

Il collegio è incentrato sulla parte orientale di Bournemouth, nel Dorset, e include la parte del distretto di Southbourne al confine di Christchurch, Boscombe, Throop e Queen's Park.
A seguito delle modifiche ai confini implementate nel 2010, la parte occidentale del collegio fu modificata per allinearla con i confini dei ward (che erano stati a loro volta modificati negli anni '90). Il principale cambiamento fu il passaggio di Eastcliff nel collegio, con la perdita della parte orientale di Winton.
Il centro di Bournemouth fu nel collegio di Bournemouth East dal 1983 al 1997.

## Membri del parlamento
| Elezione | Elezione       | Deputato    | Partito      |
| -------- | -------------- | ----------- | ------------ |
|          | Feb 1974       | John Cordle | Conservatore |
| 1977 (S) | David Atkinson |             | Conservatore |
| 2005     | Tobias Ellwood |             | Conservatore |
|          | Tobias Ellwood | 2022        | Indipendente |
|          | 2024           | Tom Hayes   | Laburista    |

## Elezioni

### Elezioni negli anni 2020
| Partito                    | Partito                                           | Candidato                  | Risultati 4 luglio 2024 | Risultati 4 luglio 2024 |
| Partito                    | Partito                                           | Candidato                  | Voti                    | %                       |
| -------------------------- | ------------------------------------------------- | -------------------------- | ----------------------- | ----------------------- |
|                            | Laburista                                         | Tom Hayes                  | 18 316                  | 40,78                   |
|                            | Conservatore                                      | Tobias Ellwood             | 12 837                  | 28,58                   |
|                            | Reform UK                                         | Martin Houlden             | 6 268                   | 13,96                   |
|                            | Lib Dem                                           | Jon Nicholas               | 3 082                   | 6,86                    |
|                            | Verdi                                             | Joe Salmon                 | 2 790                   | 6,21                    |
|                            | Indipendente                                      | Kieron Wilson              | 1 529                   | 3,40                    |
|                            | Social Democratico                                | Miles Penn                 | 88                      | 0,20                    |
|                            |                                                   |                            |                         |                         |
| Iscritti                   | Iscritti                                          | Iscritti                   | 73 352                  | 100,00                  |
| ↳ Votanti (% su iscritti)  | ↳ Votanti (% su iscritti)                         | ↳ Votanti (% su iscritti)  | 44 910                  | 61,23                   |
| ↳ Astenuti (% su iscritti) | ↳ Astenuti (% su iscritti)                        | ↳ Astenuti (% su iscritti) | 28 442                  | 38,77                   |
|                            |                                                   |                            |                         |                         |
|                            | Esito: collegio passa da Conservatore a Laburista |                            |                         |                         |

### Elezioni negli anni 2010
| Partito                    | Partito                                   | Candidato                  | Risultati 12 dicembre 2019 | Risultati 12 dicembre 2019 |
| Partito                    | Partito                                   | Candidato                  | Voti                       | %                          |
| -------------------------- | ----------------------------------------- | -------------------------- | -------------------------- | -------------------------- |
|                            | Conservatore                              | Tobias Ellwood             | 24 926                     | 50,59                      |
|                            | Laburista                                 | Corrie Drew                | 16 120                     | 32,72                      |
|                            | Lib Dem                                   | Philip Dunn                | 5 418                      | 11,00                      |
|                            | Verdi                                     | Alasdair Keddie            | 2 049                      | 4,16                       |
|                            | Indipendente                              | Ben Aston                  | 447                        | 0,91                       |
|                            | Indipendente                              | Emma Johnson               | 314                        | 0,64                       |
|                            |                                           |                            |                            |                            |
| Iscritti                   | Iscritti                                  | Iscritti                   | 74 125                     | 100,00                     |
| ↳ Votanti (% su iscritti)  | ↳ Votanti (% su iscritti)                 | ↳ Votanti (% su iscritti)  | 49 274                     | 66,47                      |
| ↳ Astenuti (% su iscritti) | ↳ Astenuti (% su iscritti)                | ↳ Astenuti (% su iscritti) | 24 851                     | 33,53                      |
|                            |                                           |                            |                            |                            |
|                            | Esito: collegio confermato a Conservatore |                            |                            |                            |

| Partito                    | Partito                                   | Candidato                  | Risultati 8 giugno 2017 | Risultati 8 giugno 2017 |
| Partito                    | Partito                                   | Candidato                  | Voti                    | %                       |
| -------------------------- | ----------------------------------------- | -------------------------- | ----------------------- | ----------------------- |
|                            | Conservatore                              | Tobias Ellwood             | 25 221                  | 51,88                   |
|                            | Laburista                                 | Mel Semple                 | 17 284                  | 35,55                   |
|                            | Lib Dem                                   | Jon Nicholas               | 3 168                   | 6,52                    |
|                            | UKIP                                      | David Hughes               | 1 405                   | 2,89                    |
|                            | Verdi                                     | Alasdair Keddie            | 1 236                   | 2,54                    |
|                            | Indipendente                              | Kieron Wilson              | 304                     | 0,63                    |
|                            |                                           |                            |                         |                         |
| Iscritti                   | Iscritti                                  | Iscritti                   | 74 567                  | 100,00                  |
| ↳ Votanti (% su iscritti)  | ↳ Votanti (% su iscritti)                 | ↳ Votanti (% su iscritti)  | 48 618                  | 65,20                   |
| ↳ Astenuti (% su iscritti) | ↳ Astenuti (% su iscritti)                | ↳ Astenuti (% su iscritti) | 25 949                  | 34,80                   |
|                            |                                           |                            |                         |                         |
|                            | Esito: collegio confermato a Conservatore |                            |                         |                         |

| Partito                    | Partito                                   | Candidato                  | Risultati 7 maggio 2015 | Risultati 7 maggio 2015 |
| Partito                    | Partito                                   | Candidato                  | Voti                    | %                       |
| -------------------------- | ----------------------------------------- | -------------------------- | ----------------------- | ----------------------- |
|                            | Conservatore                              | Tobias Ellwood             | 22 060                  | 49,21                   |
|                            | Laburista                                 | Peter Stokes               | 7 448                   | 16,61                   |
|                            | UKIP                                      | David Hughes               | 7 401                   | 16,51                   |
|                            | Lib Dem                                   | Jon Nicholas               | 3 752                   | 8,37                    |
|                            | Verdi                                     | Alasdair Keddie            | 3 263                   | 7,28                    |
|                            | Indipendente                              | David Ross                 | 903                     | 2,01                    |
|                            |                                           |                            |                         |                         |
| Iscritti                   | Iscritti                                  | Iscritti                   | 71 907                  | 100,00                  |
| ↳ Votanti (% su iscritti)  | ↳ Votanti (% su iscritti)                 | ↳ Votanti (% su iscritti)  | 45 014                  | 62,60                   |
| ↳ Astenuti (% su iscritti) | ↳ Astenuti (% su iscritti)                | ↳ Astenuti (% su iscritti) | 26 893                  | 37,40                   |
|                            |                                           |                            |                         |                         |
|                            | Esito: collegio confermato a Conservatore |                            |                         |                         |

| Partito                    | Partito                                   | Candidato                  | Risultati 6 maggio 2010 | Risultati 6 maggio 2010 |
| Partito                    | Partito                                   | Candidato                  | Voti                    | %                       |
| -------------------------- | ----------------------------------------- | -------------------------- | ----------------------- | ----------------------- |
|                            | Conservatore                              | Tobias Ellwood             | 21 320                  | 48,43                   |
|                            | Lib Dem                                   | Lisa Northover             | 13 592                  | 30,87                   |
|                            | Laburista                                 | David Stokes               | 5 836                   | 13,26                   |
|                            | UKIP                                      | David Hughes               | 3 027                   | 6,88                    |
|                            | Indipendente                              | Steven Humphrey            | 249                     | 0,57                    |
|                            |                                           |                            |                         |                         |
| Iscritti                   | Iscritti                                  | Iscritti                   | 71 121                  | 100,00                  |
| ↳ Votanti (% su iscritti)  | ↳ Votanti (% su iscritti)                 | ↳ Votanti (% su iscritti)  | 44 024                  | 61,90                   |
| ↳ Astenuti (% su iscritti) | ↳ Astenuti (% su iscritti)                | ↳ Astenuti (% su iscritti) | 27 097                  | 38,10                   |
|                            |                                           |                            |                         |                         |
|                            | Esito: collegio confermato a Conservatore |                            |                         |                         |

### Elezioni negli anni 2000
| Partito                    | Partito                                   | Candidato                  | Risultati 5 maggio 2005 | Risultati 5 maggio 2005 |
| Partito                    | Partito                                   | Candidato                  | Voti                    | %                       |
| -------------------------- | ----------------------------------------- | -------------------------- | ----------------------- | ----------------------- |
|                            | Conservatore                              | Tobias Ellwood             | 16 925                  | 45,01                   |
|                            | Lib Dem                                   | Andrew Garratt             | 11 681                  | 31,07                   |
|                            | Laburista                                 | David Stokes               | 7 191                   | 19,13                   |
|                            | UKIP                                      | Thomas Collier             | 1 802                   | 4,79                    |
|                            |                                           |                            |                         |                         |
| Iscritti                   | Iscritti                                  | Iscritti                   | 63 404                  | 100,00                  |
| ↳ Votanti (% su iscritti)  | ↳ Votanti (% su iscritti)                 | ↳ Votanti (% su iscritti)  | 37 599                  | 59,30                   |
| ↳ Astenuti (% su iscritti) | ↳ Astenuti (% su iscritti)                | ↳ Astenuti (% su iscritti) | 25 805                  | 40,70                   |
|                            |                                           |                            |                         |                         |
|                            | Esito: collegio confermato a Conservatore |                            |                         |                         |

| Partito                    | Partito                                   | Candidato                  | Risultati 7 giugno 2001 | Risultati 7 giugno 2001 |
| Partito                    | Partito                                   | Candidato                  | Voti                    | %                       |
| -------------------------- | ----------------------------------------- | -------------------------- | ----------------------- | ----------------------- |
|                            | Conservatore                              | David Atkinson             | 15 501                  | 43,30                   |
|                            | Lib Dem                                   | Andrew Garratt             | 12 067                  | 33,71                   |
|                            | Laburista                                 | Paul Nicholson             | 7 107                   | 19,85                   |
|                            | UKIP                                      | George Chamberlaine        | 1 124                   | 3,14                    |
|                            |                                           |                            |                         |                         |
| Iscritti                   | Iscritti                                  | Iscritti                   | 60 369                  | 100,00                  |
| ↳ Votanti (% su iscritti)  | ↳ Votanti (% su iscritti)                 | ↳ Votanti (% su iscritti)  | 35 799                  | 59,30                   |
| ↳ Astenuti (% su iscritti) | ↳ Astenuti (% su iscritti)                | ↳ Astenuti (% su iscritti) | 24 570                  | 40,70                   |
|                            |                                           |                            |                         |                         |
|                            | Esito: collegio confermato a Conservatore |                            |                         |                         |

## Risultati dei referendum

### Referendum sulla permanenza del Regno Unito nell'Unione europea del 2016
|             | Collegio         | Lasciare UE % | Rimanere in UE % |
| ----------- | ---------------- | ------------- | ---------------- |
|             | Bournemouth East | 53,5%         | 46,5%            |
| Inghilterra | 53,3%            | 46,7%         |                  |
| Regno Unito | 51,9%            | 48,1%         |                  |